# Вајлуа Хоумстедс (Хаваји)
Вајлуа Хоумстедс (енгл. Wailua Homesteads) насељено је место за статистичке потребе у америчкој савезној држави Хаваји. По попису становништва из 2010. у њему је живело 5.188 становника.

## Демографија
Према попису становништва из 2010. у граду је живело 5.188 становника, што је 621 (13,6%) становника више него 2000. године.
| Група             | 2000.         | 2010.         |
| Белци             | 1.738 (38,1%) | 2.294 (44,2%) |
| Афроамериканци    | 18 (0,4%)     | 21 (0,4%)     |
| Азијати           | 1.108 (24,3%) | 1.091 (21,0%) |
| Хиспаноамериканци | 403 (8,8%)    | 447 (8,6%)    |
| Укупно            | 4.567         | 5.188         |